# Ballon d'or 2004
Navigation
Édition précédente Édition suivante
Le Ballon d'or 2004, qui récompense le meilleur joueur de football évoluant en Europe, a été attribué à Andriy Chevtchenko, le 14 décembre 2004,.
Chevtchenko est le premier ukrainien à remporter ce prix, Oleg Blokhine en 1975 et Igor Belanov en 1986 ayant été titrés sous les couleurs de l'URSS. Il est le cinquième joueur de l'AC Milan à remporter ce trophée après Gianni Rivera en 1969, Ruud Gullit en 1987, Marco van Basten en 1988, 1989 et 1992 et enfin George Weah en 1995.

## Classement
| Rang | Joueur               | Nationalité        | Club                         | Points |
| ---- | -------------------- | ------------------ | ---------------------------- | ------ |
| 1    | Andriy Chevtchenko   | Ukraine            | AC Milan                     | 175    |
| 2    | Deco                 | Portugal           | Porto Barcelone              | 139    |
| 3    | Ronaldinho           | Brésil             | Barcelone                    | 133    |
| 4    | Thierry Henry        | France             | Arsenal FC                   | 80     |
| 5    | Theodoros Zagorakis  | Grèce              | AEK Athènes Bologne          | 44     |
| 6    | Adriano              | Brésil             | Parme Inter Milan            | 27     |
| 7    | Pavel Nedvěd         | République tchèque | Juventus                     | 23     |
| 8    | Wayne Rooney         | Angleterre         | Everton FC Manchester United | 22     |
| 9    | Ricardo Carvalho     | Portugal           | Porto Chelsea FC             | 18     |
| 9    | Ruud van Nistelrooy  | Pays-Bas           | Manchester United            | 18     |
| 11   | Angelos Charisteas   | Grèce              | Werder Brême                 | 15     |
| 12   | Cristiano Ronaldo    | Portugal           | Manchester United            | 11     |
| 12   | Milan Baroš          | République tchèque | Liverpool FC                 | 11     |
| 14   | Zlatan Ibrahimović   | Suède              | Ajax Juventus                | 8      |
| 15   | Samuel Eto'o         | Cameroun           | Mallorca Barcelone           | 7      |
| 15   | Kaká                 | Brésil             | AC Milan                     | 7      |
| 17   | Traianos Dellas      | Grèce              | Rome                         | 5      |
| 17   | Fernando Morientes   | Espagne            | Monaco Real Madrid           | 5      |
| 17   | Frank Lampard        | Angleterre         | Chelsea FC                   | 5      |
| 17   | Didier Drogba        | Côte d'Ivoire      | Marseille Chelsea FC         | 5      |
| 17   | Gianluigi Buffon     | Italie             | Juventus                     | 5      |
| 22   | Luís Figo            | Portugal           | Real Madrid                  | 4      |
| 23   | Zinédine Zidane      | France             | Real Madrid                  | 3      |
| 24   | Rubén Baraja         | Espagne            | Valence FC                   | 2      |
| 24   | Ludovic Giuly        | France             | AS Monaco Barcelone          | 2      |
| 24   | Maniche              | Portugal           | FC Porto                     | 2      |
| 24   | Antonios Nikopolidis | Grèce              | Panathinaïkos Olympiakos     | 2      |
| 28   | Paolo Maldini        | Italie             | AC Milan                     | 1      |
| 28   | Vicente              | Espagne            | Valence FC                   | 1      |

En plus, les quinze joueurs suivants ont été nommés mais ils n'ont reçu aucun point : Ailton (Werder Brême, Schalke 04), Roberto Ayala (Valence), Fabien Barthez (Manchester United, Marseille), David Beckham (Real Madrid), Petr Čech (Chelsea FC), Emerson (AS Rome, Juventus), Juninho (Lyon), Michalis Kapsis (AEK Athènes, Bordeaux), Henrik Larsson (Celtic FC, Barcelone), Johan Micoud (Werder Brême), Mista (Valence), Alessandro Nesta (AC Milan), Andrea Pirlo (AC Milan), José Antonio Reyes (Sevilla FC, Arsenal FC), Ronaldo (Real Madrid), Tomáš Rosický (Borussia Dortmund), Paul Scholes (Manchester United), Clarence Seedorf (AC Milan), Giourkas Seitaridis (Panathinaïkos, FC Porto), Francesco Totti (AS Rome), et Patrick Vieira (Arsenal FC).